# Kanton Vallauris-Antibes-Ouest
Vallauris-Antibes-Ouest is een voormalig kanton van het Franse departement Alpes-Maritimes. Het kanton maakte deel uit van het arrondissement Grasse. Het werd opgeheven bij decreet van 24 februari 2014, met uitwerking op 22 maart 2015.

## Gemeenten
Het kanton Vallauris-Antibes-Ouest omvatte de volgende gemeenten:
- Antibes (deels)
- Vallauris (hoofdplaats)